# چرخ‌وفلک جادویی
چرخ‌وفلک جادویی (فرانسوی: Le Manège enchanté‎؛ انگلیسی: The Magic Roundabout) نام یک مجموعهٔ کارتونی فرانسوی-بریتانیایی بود که در سال ۱۹۶۴ منتشر شد و پخش آن تا سال ۱۹۷۱ میلادی ادامه داشت. این سریال را به عنوان «جذاب اما دشوار برای دوبله انگلیسی» شناخته می‌شد، بی‌بی‌سی بعداً نسخه ای از این سریال را با استفاده از فیلم‌های اصلی انیمیشن فرانسوی- با اسکریپت‌های جدید زبان انگلیسی تولید کرد، که نوشته و روایت شده اریک تامپسون بوده‌است. هنگامی که در سال ۱۹۶۷ این برنامه از بی‌بی‌سی پخش شد، زمان مشاهده کودکان در اوایل، بیشتر شد و پس از مدتی بینندگان بزرگسال به خاطر کم شدن برنامه‌های مروبط به اخبار جهان، از بی‌بی‌سی شکایت کردند.
داستان این مجموعه دربارهٔ یک چرخ‌وفلک جادویی (از نوعِ کالسکه اسبی چرخان) متعلق به «آقای راستی» (Mr. Rusty) است که در وسط یک باغ جادو قرار دارد و بچه‌های داستان از آن استفاده نمی‌کنند، اما با آمدن تعدادی شخصیت عجیب و سحرآمیز، اتفاقات دیگری رقم می‌خورد و هر بار ماجراهای جالبی پیش می‌آید.
چرخ‌وفلک جادویی ابتدا در فرانسه و به‌زبان فرانسوی تولید شد. سپس به‌سبب مشکلات دوبلهٔ آن به زبان انگلیسی، یک نسخه دیگر از این سریال توسط کمپانی بی‌بی‌سی با فیلم‌نامه‌ای جدید به زبان انگلیسی که توسط اریک تامپسون، نوشته و اجرا شده بود، به‌صورتِ استاپ موشن ساخته شد که اسامی شخصیت‌های انیمیشنی در آن، با نسخهٔ اصلی متفاوت بود. این مجموعه پس از انتشار، با موفقیت چشمگیری مواجه شد و حتی به‌نوعی مکتب فکری مبدل شد.
این مجموعهٔ تلویزیونی در دههٔ ۶۰ خورشیدی از برنامهٔ کودکان و نوجوانان پخش شد.

## شخصیت‌ها
اگرچه شخصیت‌ها در هر دو نسخه مشترک هستند، اما بسته به زبان، نام‌ها و شخصیت‌های مختلفی به آنها داده شد.
شخصیت اصلی داستان، داگال (با نام پولاکس در نسخه فرانسوی) است.
در نسخه فرانسوی (اصلی)، پولاکس یک شخصیت انگلیسی است که با صداپیشگی ایور وود، با لهجه انگلیسی تا حدودی شکسته صحبت می‌کند. دندان شیرین او، که از طریق علاقه او به توده‌های قند نشان داده شده‌است، بر اساس یک اعتقاد فرانسوی مبنی بر اینکه یکی از صفات انگلیسی‌ها مورد علاقه شیرینی‌ها است.
شخصیت‌های دیگر شامل زبدی (زِبِلُن)، جک، برایان (آمبرُیس)، حلزون (آزلا)، یک گاو و دیلن (باب دیلن)، یک خرگوش به نام فلپی، که در نسخه فرانسوی اسپانیایی بودند. نیز دو شخصیت قابل توجه انسانی وجود دارد: فلورانس (مارگوت) (با دوبله فرانسوی ونسا پارادی، در ۲۰۰۵) آقای راستی (پر پیویون)، اپراتور مسن. سایر شخصیت‌های انسانی کمتر شناخته شده، که فقط در طول داستان، در بخش‌های که در کنار چرخ‌وفلک بودند، دیده می‌شوند، ریحان، پاول و روزالی هستند. همچنین یک شخصیت بزرگسال وجود دارد، آقای مک هنی، باغبان، که فقط چند بار دیده می‌شود. علی‌رغم نام و ظاهر او، ایرلندی است، نه اسکاتلندی.
این نمایش دارای یک سبک بصری متمایز است. این مجموعه یک پارک با رنگ روشن و سبک است که حاوی دوربینی ناشناس (یک چرخ فلک) است. این برنامه استاپ موشن ساخته شده‌است.

## نسخه انگلیسی
روایت‌ها در نسخه انگلیسیِ بی‌بی‌سی کاملاً جدید بود و هیچ شباهتی به نسخه فرانسوی ندارد. این اثر توسط اریک تامپسون فقط از جلوه‌های بصری و بدون هیچ ترجمه ای از فیلمنامه‌های فرانسوی توسط سرژ دانو ساخته شده‌است.
در اولین برنامه‌های پخش بریتانیا از بی‌بی‌سی ۱ هر روز هفته در ساعت ۱۷:۵۰، درست قبل از اخبار اولیه عصر در ساعت ۱۷:۵۵ پخش می‌شد. اگرچه زمان دقیق اخبار اولیه عصر در طول سال‌ها متفاوت بود، چرخ‌وفلک جادویی مدت زمان پخش اصلی خود را قبل از اخبار اولیه عصر حفظ کرد، به استثنای زمان‌های ۱۶:۵۵ دقیقه از اکتبر تا نوامبر ۱۹۶۶، و زمان‌های قبلی در بخش‌هایی از سال‌های ۱۹۷۲ و ۱۹۷۳. این اولین باری بود که یک برنامه سرگرمی مخابره می‌شد. به این ترتیب در انگلستان سریال اصلی که سیاه و سفید ساخته شد؛ از فصل دوم به بعد به صورت رنگی ساخته شد، اگرچه سریال همچنان سیاه و سفید توسط بی‌بی‌سی پخش می‌شد. اولین قسمت رنگی نمایش (سربازان شکلاتی) در ۵ اکتبر ۱۹۷۰ پخش شد. ۵۲ قسمت دیگر از این سریال، که ادعا می‌شد قبلاً پخش نشده‌اند، از ژانویه تا مارس ۱۹۹۲، در بریتانیا در اخبار روزانه کانال ۴ به نمایش درآمدند.تامپسون در این زمان مرده بود و کار روایت کردن آنها به سبک تامپسون به بازیگر نایجل پلینر رسید. ۵۲ قسمت فوق‌الذکر در واقع قبلاً توسط تامپسون روایت شده‌است (مخصوصاً از سری ۱۹۷۰-۱۹۷۱)، که نسخه‌های دوبله شده قسمت‌های رنگی اصلی فرانسوی توسط AB Productions (با موسیقی متفاوت و صدای کمی متفاوت) در سال ۱۹۹۰ پخش شده‌است. ۴۳ قسمت از آوریل تا سپتامبر ۱۹۹۳ توسط پلینر روایت شد، این بار، که بیشتر قسمت‌ها از مجموعه‌ای از قسمت‌های فرانسوی جدید که در همان سال تا ۱۹۹۵ پخش می‌شدند.
نسخه انگلیسی دوگال به‌طور کلی تحقیر آمیز بود و شباهت‌هایی با شخصیت تلویزیونی تونی هنکاک، یک بازیگر و کمدین داشت. و تفاوت‌های تحقیر آمیز و مشخص برای شخصیت‌ها وجود داشت: ارمینترود نسبتاً مردی بود و به آواز خواندن علاقه داشت. دیلن یک خرگوش هیپی مانند، گیتار نواز و نسبتاً گیج بود. فلورانس به عنوان فردی مؤدب و هم سطح به تصویر کشیده شد. برایان ساده لوح اما خوش نیت بود.
از جذابیت نمایش این بود که برای بزرگسالان که از نظرات خسته کننده سبک هنکاک توسط دوگال و همچنین کودکان لذت می‌بردند، جذاب بود. تماشاگران در اوج خود هشت میلیون نفر بودند. گمانه زنی‌هایی در مورد تفسیرهای احتمالی این نمایش وجود دارد. یکی این که شخصیت‌ها نماینده سیاستمداران فرانسوی آن زمان بودند و دوگال نماینده شارل دوگل بود.در واقع، هنگامی که سرژ دانوت در سال ۱۹۶۷ با جوآن باکول در لایت نایت لاین آپ مصاحبه کرد، همکارش (شاید ژان بیارد) گفت که در ابتدا در فرانسه تصور می‌شد که نسخه بریتانیایی پولوکس به «دوگل» تغییر نام داده‌است. نام دوگال (همان‌طور که در مستند کانال ۴ بازگشت چرخ‌وفلک جادویی دیده می‌شود (پخش شده در ساعت ۰۸:۵۰ در ۲۵ دسامبر ۱۹۹۱ و ساعت ۱۸:۰۰ در ۵ ژانویه ۱۹۹۲)، و در مستند بی‌بی‌سی ۴ و د مجیگ رندوابدت ۲۰۰۳)

## راه اندازی در ۲۰۰۷
در سال ۲۰۰۷، یک نسخه تلویزیونی جدید از چرخ‌و‌فلک جادویی ساخته شد. این مجموعه تلویزیونی با مشارکت تولید تئاتر، تلویزیون فرانسه و شبکه دیزنی تولید شده‌است.صدا و فیلم‌نامه این مجموعه توسط بریتانیا ساخته‌ شده‌است. 
هر قسمت سریال با شخصیت زیبد شروع می‌شود که قبل از شروع داستان، خلاصه‌ای از آنچه اتفاق خواهد افتاد به مخاطب ارائه می‌دهد (راوی). اپیزودها همچنین با برگزاری مهمانی زیبد پس از حل شدن مشکلات، و با دیلن با تعجب گفت: "کاش وقت خواب بود، مرد..." (با اشاره به نقل قول سریال اصلی "زمانی برای تخت" ). 
این سریال اولین بار در بریتانیا از دوشنبه ۲۲ اکتبر ۲۰۰۷ ساعت ۸ صبح از کانال ماهواره ای نیک جونیور پخش شد. همچنین در کانال کودکان تلویزیون مرکزی چین ( CCTV-14) و به زبان چینی پخش شد و همچنین به طور خلاصه در نتفلیکس در ایالات متحده در دسترس بود.
در ۶ اکتبر ۲۰۰۸، یک جعبه دی‌وی‌دی بامپر دوبل از راه‌اندازی مجدد سال ۲۰۰۷ از رسانه خانگی Abbey منتشر شد، به نام Dougal's Darling and The Wishing Tree(دارلینگ داگل و درخت آرزو‌ها) این سریال شامل ۱۲ قسمت و یک فصل بود که همه آنها به جز دو قسمت اصلی به ترتیب هستند. 
در سال ۲۰۱۰، فصل دوم، ۵۲ قسمتی و ۱۱ دقیقه ای ساخته شد. این فصل شامل ZDF به عنوان یک شرکت کننده اضافی است.

## نام و عنوان در کشور‌ها
- در ایتالیا این سریال با نام «La Giostra Incantata» (چرخ‌و‌فلک مسحور شده) شناخته می‌شود. این سریال در ایتالیا در دهه ۷۰ میلادی با نام «داگل» یا «پولاکس» (شخصیت اصلی داستان) شناخته میشد.

- در پرتغال «Carrossel Mágico» شناخته میشد. این دوبله در اساس RTP در سال ۱۹۶۶ ساخته شد. همه شخصیت‌ها در این نسخه تغییر نام داده بودند و پولوکس/داگل، «فرنجینهاس» نامیده میشد.

- در آلمان و اتریش نام سریال «Das Zauberkarussell» ترجمه شد. شخصیت‌ها نیز نام شان تغییر یافته بود. به جز داگل و زبیدی که نام فرانسوی شان را حفظ کرده بودند (به ترتیب پولوکس و زبلون). 
  - در سال ۱۹۷۴-۷۵ میلادی در اتریش، از شخصیت آقای سندمن، به نام بتوپفرل ساخته شد.

- در ایالات متحده آمریکا این مجموعه «The magic Carousel» نام داشت و در دهه ۸۰ میلادی از شبکه نیکلدون پخش شد.

## صداپیشه‌گان
۱۹۶۴:
| صداپیشه      | نقش   |
| ------------ | ----- |
| اریک تامپسون | راوی  |
| جیمی هیبرت   | دیلان |
| نایجل پلینر  | راوی  |

۲۰۰۵ - دوبله انگلیسی:
| شخصیت   | صداپیشه فرانسوی | صداپیشه انگلیسی | صداپیشه آمریکایی |
| ------- | --------------- | --------------- | ---------------- |
| داگل    | هنری سالوادور   | رابی ویلیامز    | دانیال تای       |
| فلورانس | ونسا پارادی     | کایلی مینوگ     | کایلی مینوگ      |
| زبیدی   | میشل گالابرو    | تام بیکر        |                  |
| دیلان   | بیل نای         |                 | جیمی فلن         |
| قطار    |                 | چوی چیس         | لی ایوانز        |
| راوی    |                 |                 | جودی دنچ         |

در انیمیشن سال ۲۰۰۵ که با اقتباس از همین سریال بود، جیمی فلن، ونسا پارادی و جودی دنچ جزو صداپیشه‌گان این انیمیشن بودند.